# فرانك فيولا
فرانك فيولا (بالإنجليزية: Frank Viola) هو لاعب كرة قاعدة أمريكي، ولد في 19 أبريل 1960 في إيست ميدو في الولايات المتحدة.

## وصلات خارجية
- فرانك فيولا على موقع دوري كرة القاعدة الرئيسي (الإنجليزية)
- فرانك فيولا على موقعبيزبول رفرنس.كوم (الدوري الرئيسي) (الإنجليزية)
- فرانك فيولا على موقع إي إس بي إن.كوم (أم.أل.بي) (الإنجليزية)
- فرانك فيولا على موقع مشجعي الرسوم البيانية (الإنجليزية)